# 岩井真幸
岩井 真幸（いわい まさき、1985年7月31日 - ）は、日本のカーリング選手。カーリング指導者。北海道銀行女子カーリング部コーチ。

## 経歴
兵庫県宝塚市出身。大阪・明星高校を経て、帯広畜産大学獣医学科卒業。
2018年、teamIWAIを率い第35回日本カーリング選手権大会で優勝。
2019年5月、北海道庁職員を辞し発足したTM軽井沢に加入。
2025年6月、北海道銀行リラーズのコーチに就任。

## チーム
| シーズン | フォース    | サード      | セカンド   | リード   | リザーブ | 備考      |
| -------- | ----------- | ----------- | ---------- | -------- | -------- | --------- |
| 2017–18  | 青木豪      | 岩井真幸(s) | 宿谷涼太郎 | 青山豊   | 似里浩志 | WMCC 2018 |
| 2018–19  | 青木豪      | 岩井真幸(s) | 宿谷涼太郎 | 荻原功暉 | 鎌田渓   | [ 6 ]     |
| 2019–20  | 両角友佑(s) | 岩井真幸    | 宿谷涼太郎 | 両角公佑 |          | [ 7 ]     |
| 2020–21  | 両角友佑(s) | 岩井真幸    | 宿谷涼太郎 | 両角公佑 |          | JCC 2021  |
| 2021-22  | 両角友佑(s) | 岩井真幸    | 宿谷涼太郎 | 両角公佑 |          | PACC 2021 |
| 2022-23  | 両角友佑(s) | 松村雄太    | 宿谷涼太郎 | 両角公佑 | 岩井真幸 | JCC 2023  |
| 2023-24  | 両角友佑(s) | 松村雄太    | 宿谷涼太郎 | 岩井真幸 |          | JCC 2024  |
| 2024-25  | 両角友佑(s) | 松村雄太    | 宿谷涼太郎 | 岩井真幸 | 両角公佑 | JCC 2025  |

(s)…スキップ

## 主な成績

### 日本代表
- 世界カーリング選手権：11位 (2018年[5])

### クラブチーム
- 日本カーリング選手権：優勝 (2018年[1])
- どうぎんカーリングクラシック：優勝 (2018年[9])
- アドヴィックスカップ：優勝 (2019年[10])